# Ribeira Julião
Ribeira Julião es una localidad caboverdiana del municipio de São Vicente.

## Geografía
La localidad está situada en la isla de São Vicente.

## Organización territorial
La localidad abarca los lugares y barrios de:
- KM 6
- Ribeira Julião